# Dobsonia emersa
Dobsonia emersa är en däggdjursart som beskrevs av Johannes Baptista Bergmans och Sarbini 1985. Dobsonia emersa ingår i släktet Dobsonia och familjen flyghundar. IUCN kategoriserar arten globalt som sårbar. Inga underarter finns listade.
Denna flyghund lever på mindre öar norr om västra Nya Guinea. Arten vistas i låglandet. Habitatet utgörs av skogar och dessutom uppsöker flyghunden trädgårdar. Individerna vilar i grottor.